# Bromkresolpurpur
Bromkresolpurpur (auch Bromkresolrot) ist ein Triphenylmethanfarbstoff und gehört zur Gruppe der Sulfonphthaleine. Es wird als pH-Indikator verwendet.

## Eigenschaften und Verwendung

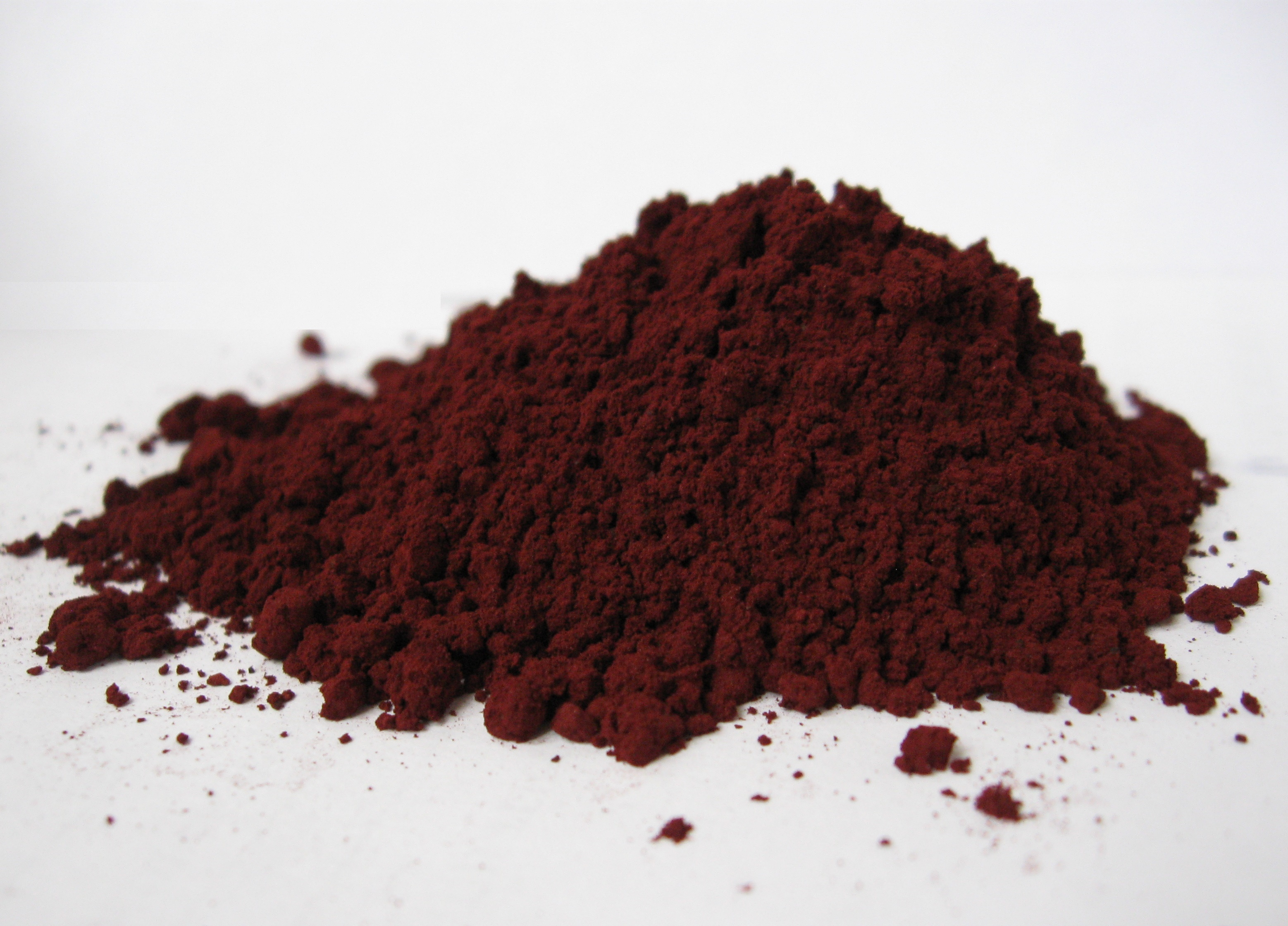
Bromkresolpurpur

Im Sauren ist die gelb gefärbte Sulton-Form des Bromkresolpurpur stabil. Ab pH = 5,2 macht sich die purpur gefärbte offene chinoide Form bemerkbar. Diese dominiert bei pH = 6,8, so dass eine Bromkresolpurpurlösung ab diesem Wert purpur gefärbt ist. Zu beachten ist, dass wegen der stärkeren Absorptionsfähigkeit der offenen Form der Indikator schon deutlich purpur gefärbt ist, auch wenn die Konzentration der sauren Form noch überwiegt.